# Tolley
Tolley – miasto w Stanach Zjednoczonych, w stanie Dakota Północna, w hrabstwie Renville.